# Medaljefordeling ved vinter-OL 2014
Medaljefordeling ved vinter-OL 2014 er en liste over nationale olympiske komitéer sorteret efter antal af medaljer vundet under vinter-OL 2014 i Sotji, Rusland, der afholdtes fra d. 7. til d. 23. februar 2014. 2856 sportsudøvere deltog ved 98 discipliner i 15 sportsgrene. Under legene blev der afsløret fem dopingmisbrugere.

## Medaljerne
Medaljerne er 100 mm i diameter, og 10 mm tykke. På forsiden er der de olympiske ringe, mens bagsiden prydes af teksten "sochi.ru 2014" samt navnet på disciplinen på engelsk. På randen står der "XXII olympiske vinterlege" på engelsk, fransk og russisk. Afhængig af metallet vejer en medalje mellem 460 og 531 gram. Medaljerne er ikke massive, idet et "kludetæppe" af polykarbonat er inkorporeret. Kludetæppet repræsenterer de forskellige kulturer og etniske tilhørsforhold, der er i den Russiske Føderation. De paralympiske medaljer har det paralympiske symbol i stedet for, og der er tilføjet blindeskrift. Der er i alt præget 1300 medaljer, og da guldmedaljerne er plateret, er der kun brugt 2,5 kg guld. 210 kg kobber og zink er brugt til bronzemedaljerne, og 490 kg sølv til guld- og sølvmedaljerne.

## Medaljeoversigt
Værtsland (Rusland)
| Placering | Land                 | Guld | Sølv | Bronze | Total |
| --------- | -------------------- | ---- | ---- | ------ | ----- |
| 1         | Rusland (RUS)*       | 11   | 9    | 9      | 29    |
| 2         | Norge (NOR)          | 11   | 7    | 11     | 29    |
| 3         | Canada (CAN)         | 10   | 10   | 5      | 25    |
| 4         | USA (USA)            | 9    | 12   | 9      | 30    |
| 5         | Holland (NED)        | 8    | 7    | 9      | 24    |
| 6         | Tyskland (GER)       | 8    | 6    | 6      | 20    |
| 7         | Schweiz (SUI)        | 6    | 3    | 2      | 11    |
| 8         | Hviderusland (BLR)   | 5    |      | 2      | 7     |
| 9         | Østrig (AUT)         | 4    | 8    | 5      | 17    |
| 10        | Frankrig (FRA)       | 4    | 5    | 6      | 15    |
| 11        | Polen (POL)          | 4    | 1    | 1      | 6     |
| 12        | Kina (CHN)           | 3    | 4    | 2      | 9     |
| 13        | Sydkorea (KOR)       | 3    | 3    | 2      | 8     |
| 14        | Sverige (SWE)        | 2    | 8    | 5      | 15    |
| 15        | Tjekkiet (CZE)       | 2    | 4    | 2      | 8     |
| 16        | Slovenien (SLO)      | 2    | 2    | 4      | 8     |
| 17        | Japan (JPN)          | 1    | 4    | 3      | 8     |
| 18        | Finland (FIN)        | 1    | 3    | 1      | 5     |
| 19        | Storbritannien (GBR) | 1    | 1    | 2      | 4     |
| 20        | Ukraine (UKR)        | 1    | 1    |        | 2     |
| 21        | Slovakiet (SVK)      | 1    |      |        | 1     |
| 22        | Italien (ITA)        |      | 3    | 7      | 10    |
| 23        | Letland (LAT)        | 1    | 1    | 3      | 5     |
| 24        | Australien (AUS)     |      | 2    | 1      | 3     |
| 25        | Kroatien (CRO)       |      | 1    |        | 1     |
| 26        | Kasakhstan (KAZ)     |      |      | 1      | 1     |
| Total     | Total                | 99   | 97   | 99     | 295   |

Bemærk at både Tina Maze (Slovenien) og Dominique Gisin (Schweiz) fik guld i styrtløb for kvinder, og at både Jan Hudec (Canada) og Bode Miller (USA) fik bronze i mændenes Super-G.

Som følge af systematisk snyd med anti-doping programmet i forbindelse med vinter-OL 2014 i Sochi, Rusland fra de russiske myndigheders side har IOC nedsat en IOC Disciplinær Kommission under ledelse af den tidligere roer, schweizeren Denis Oswald. Pr. 31. december 2017 har ’’Oswald Kommissionen’’ behandlet 46 enkeltsager mod individuelle russiske idrætsudøvere der alle deltog i vinter-OL 2014. Ud af disse sager er der lukket tre sager uden yderligere tiltag, mens der i 43 tilfælde var anledning til at dømme idrætsudøverne for dopingsnyd. I alle tilfældene er resultaterne annulleret og medaljer er frataget atleterne. Den ovenstående tabel er der derfor reguleret således, at der, fra Rusland er fratrukket 4 guldmedaljer, 8 sølvmedaljer samt 1 bronzemedalje. 
Alle undtagen en af disse atleter appellerede deres forbud til Domstolen for voldgiftssport for sport. Retten vælte sanktionerne mod 28 atleter, hvilket betyder, at deres Sochi-medaljer og resultater genindføres, men besluttede, at der var tilstrækkelig bevis mod 11 atleter til at opretholde deres Sochi-sanktioner, og besluttede at udsætte høringen i 3 sager.